# Valley County (Nebraska)
Valley County is een county in de Amerikaanse staat Nebraska.
De county heeft een landoppervlakte van 1.471 km² en telt 4.647 inwoners (volkstelling 2000). De hoofdplaats is Ord.

## Bevolkingsontwikkeling

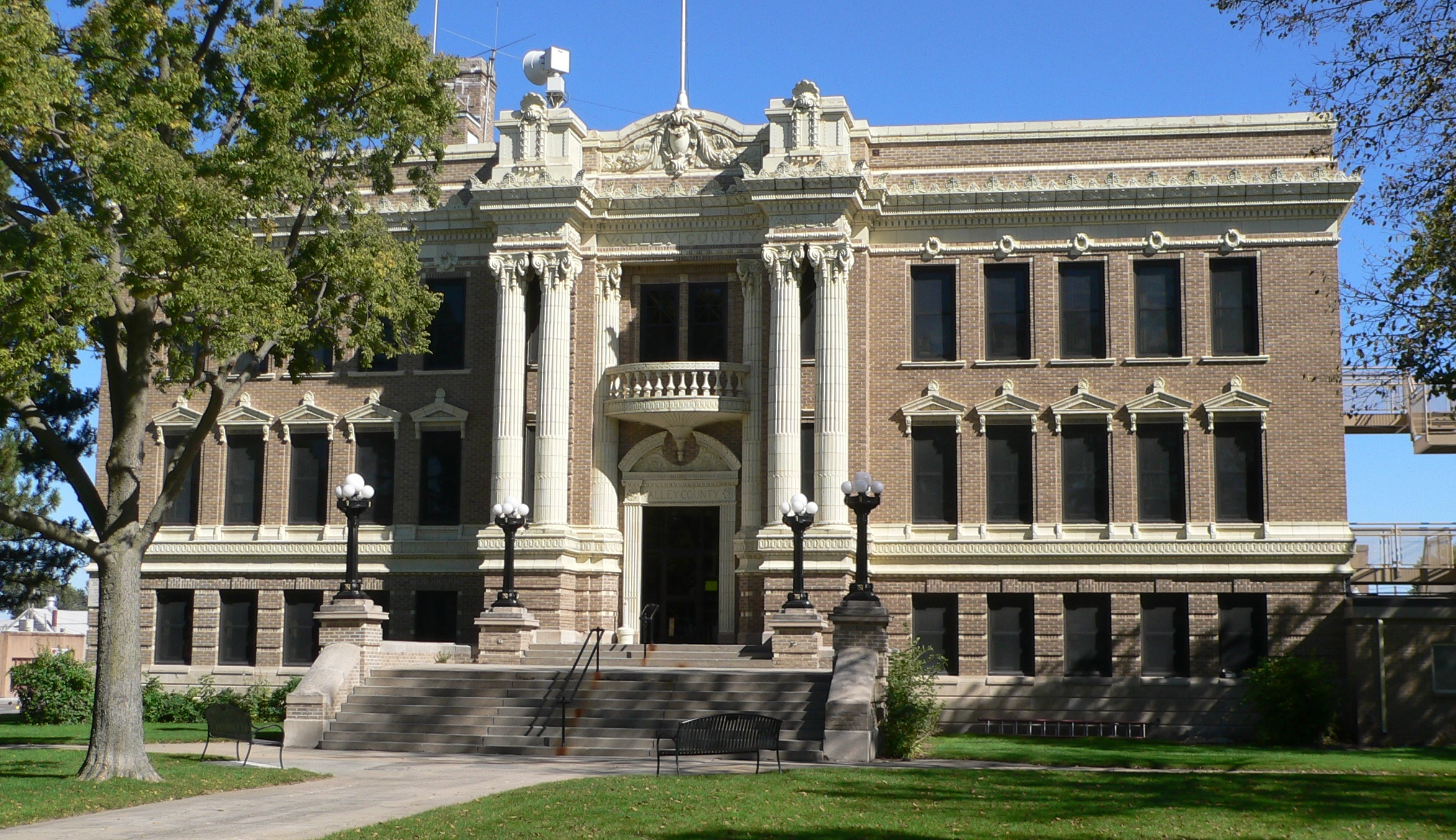
Valley County Courthouse